# Soumaila Tassembedo
Soumaïla Tassembedo (Péni, 27 novembre 1983) è un ex calciatore burkinabé, di ruolo centrocampista.

## Caratteristiche tecniche
Mediano, poteva essere schierato anche come difensore centrale o come terzino destro.

## Carriera

### Club
Ha giocato nella prima divisione del Burkina Faso ed in quella moldava.

### Nazionale
Ha debuttato in Nazionale maggiore il 28 novembre 2001, nell'amichevole Mali-Burkina Faso (2-1). Ha partecipato, con la Nazionale, alla Coppa d'Africa 2002. Ha collezionato in totale, con la maglia della Nazionale, 23 presenze.

## Palmarès

### Club

#### Competizioni nazionali
- Campionato burkinabé di calcio: 1

Étoile Ouagadougou: 2000-2001
- Campionato moldavo di calcio: 4

Sheriff Tiraspol: 2004-2005, 2005-2006, 2006-2007, 2007-2008
- Coppa del Burkina Faso: 2

Étoile Ouagadougou: 2000-2001, 2002-2003
- Coppa di Moldavia: 2

Sheriff Tiraspol: 2005-2006, 2007-2008
- Supercoppa di Moldavia: 3

Sheriff Tiraspol: 2004-2005, 2005-2006, 2007-2008